# Susanne Sreedhar
Susanne Sreedhar es una Profesora Asociada de Filosofía en la Universidad de Boston. Su trabajo en la teoría del contrato social ha sido influyente, y ha sido en su mayoría destinado a la naturaleza y el alcance de la obligación dentro de los sistemas políticos, y la posibilidad de la ética de la desobediencia civil dentro de un sistema Hobbesiano.

## Educación y carrera
Sreedhar recibió su doctorado en Filosofía en el año 2005 de la Universidad de Carolina del Norte en Chapel Hill, y también había recibido previamente un título de posgrado en Estudios de la Mujer de la Universidad de Duke. Después de recibir su doctorado en Filosofía, Sreedhar pasó un tiempo como Profesora Asistente de Filosofía y Estudios de la Mujer en la Universidad de Tulane, antes de trasladarse a la Universidad de Boston en 2007 para aceptar un puesto de Ayudante de la Cátedra de Filosofía.

## Áreas de investigación
La mayor parte del trabajo de Sreedhar se ha ocupado de la teoría del contrato social moderno, recientemente reinterpretada desde una perspectiva feminista. Gran parte de su trabajo ha analizado la naturaleza y el alcance de la obligación dentro de los sistemas políticos, y es bien conocida por su interpretación de la obra de Hobbes que sostiene que, dentro de la teoría hobbesiana, existe el derecho a desobedecer y resistir a un soberano injusto, incluso sin una amenaza directa a la vida de uno. Esto es significativamente diferente de la interpretación tradicional del trabajo de Hobbes; la mayoría de los eruditos creen que una visión hobbesiana exigiría la sumisión absoluta a un soberano todopoderoso, incluso si ese soberano es injusto, excepto en el caso de la autodefensa (tradicionalmente interpretada estrictamente, como en defensa de la vida).
Sreedhar es bien conocida por argumentar que existe un gran potencial para la igualdad inherente a la teoría del contrato social moderno, y que esta posibilidad ha existido siempre en la teoría del contrato social moderno, pero que en general no ha sido reconocida. El libro de Sreedhar, Gender and Early Modern Social Contract Theory, expone el argumento de que la teoría contractual moderna ha incluido el potencial para la igualdad radical mientras haya existido, y trata de explicar los caminos de la historia que han negado esta posibilidad. Sreedhar pretende que este libro representa una investigación mucho más sostenida sobre el potencial feminista del contrato social que lo que se había realizado anteriormente.

## Publicaciones
El primer libro de Sreedhar, Hobbes on Resistance: Defying the Leviathan argumentó que la comprensión tradicional de Hobbes exigiendo sumisión completa a un soberano todopoderoso es defectuosa. La lectura de Sreedhar de los derechos que Hobbes asigna a los súbditos de un soberano es mucho más amplia que la visión tradicional. Sreedhar sí reconoce que algunas rebeliones siguen siendo ilegítimas bajo la teoría hobbesiana, pero cree que cualquier rebelión que sea verdaderamente necesaria es legítima, incluso en ausencia de un temor inminente a la muerte. Además, Sreedhar argumenta que la resistencia contra el soberano no es justificable solo porque la muerte sea mala, sino porque el impulso psicológico del humano promedio frente a la muerte inminente o daño severo en la lucha es tan grande que es imposible de superar, en otras palabras, el hombre no puede prometer lo imposible. Además, tal cláusula socavaría la existencia del contrato social, y no es necesario para el contrato social que funcione en primer lugar.